# Dino (logiciel)
Dino est un logiciel libre de messagerie instantanée, utilisant le protocole XMPP.
Initié en 2016, il devient l'un des rares clients XMPP à supporter à la fois communément les communications voix et vidéo (visioconférence) pour compléter de la messagerie instantanée.

## Fonctionnalités
- Messagerie instantanée sécurisée (via OMEMO)[3]
- Appels voix et vidéo (visioconférence) via Jingle[3]
- Transfert sécurisé de fichiers[3]
- Gestion multi-comptes[4]